# Vazul
Vazul oder Vászoly (manchmal auch Wacilo, deu.: Vasul, griech.: Basilios) war ein ungarischer Fürst im 11. Jahrhundert. Er war Sohn von Fürst Mihail und Enkelsohn des Großfürsten Taksony.
Über sein Leben weiß man sehr wenig. Sein Sohn, Wancel oder Wancil, war Vetter Stephans I. Als solcher hatte er Anspruch auf den ungarischen Thron nach dem Tod Prinz Emmerichs. Um zu verhindern, dass Vazul, der nach der Überlieferung ein wüstes Leben führte und Heide war, tatsächlich König von Ungarn würde, ließ Stephan I. ihn festnehmen und blenden. Jedoch beschuldigte man später die bayrische Königin, Stephans I. Ehefrau Gisela, dieser Tat. Vazuls Söhne wurden aus dem Land vertrieben.

## Familie
Vazul hatte drei Söhne: Andreas, Béla und Levente, von denen zwei später Könige von Ungarn wurden.